# Municipio Roma III
El Municipio Roma III es una de los 15 subdivisiones administrativas en las que está dividida la ciudad de Roma. En 2017 su población era de 205 446 habitantes.